# Список номинантов на премию «Национальный бестселлер» 2002 года
В 2002 году конкурс на соискание премии «Национальный бестселлер» проводился второй раз. В Положение о проведении конкурса организаторы внесли дополнение и поправки, относительно пропорций распределения премии победителем с издателем (правообладателем) и номинатором, который выдвинул его произведение на конкурс. Теперь победитель конкурса становится членом малого жюри следующего года.
В январе-феврале 2002 года 67 номинаторов выдвинули на соискание премии 63 произведения. Произведения 4 авторов — Эдуарда Лимонова, Юрия Мамлеева, Александра Проханова, Ольги Трифоновой, номинировались дважды. Для таких произведений указаны даты номинирования, так как от этого зависело кто из этих номинаторов получит премию, за номинирование произведения, если оно станет победителем.
18 произведений (29 %) номинировано на соискание премии в виде рукописей.
В данной статье представлены литературные произведения номинантов на соискание премии «Национальный бестселлер», попавших в длинный список, короткий список (финалисты) и ставшего победителем (лауреатом) премии «Национальный бестселлер» в сезоне 2002 года.
Список представлен в следующем виде — победитель; короткий список (финалисты), кроме победителя; длинный список — кроме победителя и финалистов. Для всех произведений в скобках указано было ли представлено опубликованное произведение и где оно было опубликовано или произведение номинировалось в рукописи, а также имя номинатора.
Для финалистов и победителя в скобках указано сколько баллов набрало данное произведение по итогам голосования членов «большого жюри» за произведения из длинного списка для их отбора в финал.
Произведения в длинном списке упорядочены по фамилиям их авторов, за исключением тех произведений, которые по итогам голосования большого жюри набрали 1 балл и более.
Произведения в коротком списке упорядочены по количеству набранных ими баллов по итогам голосования большого жюри.

## Победитель
1. Александр Проханов, «Господин Гексоген», роман (газета «Завтра», спецвыпуск; номинировано: Игорь Зотов 01.01.2002, Олег Пащенко 01.01.2002; голосование БЖ: 16 баллов)

## Короткий список
1. Ирина Денежкина, «Song for Lovers», сборник рассказов (рукопись; номинировано: Станислав Зельвенский; голосование БЖ: 7 баллов)
2. Олег Павлов, «Карагандинские девятины, или Повесть последних дней», повесть (журнал «Октябрь», № 8, 2001[6]; номинировано: Ирина Барметова; голосование БЖ: 7 баллов)
3. Дмитрий Бортников, «Синдром Фрица» (рукопись; номинировано: Юрий Мамлеев; голосование БЖ: 6 баллов)
4. Сергей Носов, «Дайте мне обезьяну», роман (М.: Олма-пресс; номинировано: Павел Крусанов; голосование БЖ: 6 баллов)
5. Ольга Славникова, «Бессмертный. Повесть о настоящем человеке», повесть («Октябрь», № 6, 2001[7]; номинировано: Елизавета Новикова; голосование БЖ: 6 баллов)

## Длинный список
1. Андрей Дмитриев, «Дорога обратно», повесть («Знамя», № 1, 2001[8]; номинировано: Пётр Алешковский; голосование БЖ: 4 балла)
2. Сергей Гандлевский, «НРЗБ» (рукопись; номинировано: Григорий Чхартишвили; голосование БЖ: 4 балла)
3. Дмитрий Липскеров, «Родичи» (М.: ЭКСМО-Пресс; номинировано: Валерий Исхаков; голосование БЖ: 4 балла)
4. Анна Матвеева, «Перевал Дятлова», повесть («Урал», № 12, 2000 — № 1, 2001[9][10]; номинировано: Любовь Аркус; голосование БЖ: 4 балла)
5. Олег Постнов, «Страх» (СПб.: Амфора; номинировано: Вадим Назаров; голосование БЖ: 4 балла)
6. Сергей Яковлев, «На задворках „России“» («Нева», № 1-2; номинировано: Нина Краснова; голосование БЖ: 4 балла)
7. Рубен Давид Гонсалес Гальего, «Чёрным по белому» («Иностранная литература», № 1, 2002[11]; номинировано: Наум Ним; голосование БЖ: 3 балла)
8. Андрей Левкин, «Голем. Русская версия» (рукопись; номинировано: Дмитрий Ольшанский; голосование БЖ: 3 балла)
9. Михаил Попов, «План спасения СССР» (М.: Армада-Пресс; номинировано: Владимир Гусев; голосование БЖ: 3 балла)
10. Анатолий Афанасьев, «Гражданин тьмы» (М.: Мартин, 2001; номинировано: Александр Проханов; голосование БЖ: 1 балл)
11. Владимир Березин, «Свидетель» (СПб.: Лимбус Пресс; номинировано: Михаил Кононов; голосование БЖ: 1 балл)
12. Евгений Гришковец, «Город» (М.: Проспект; номинировано: Сергей Костырко; голосование БЖ: 1 балл)
13. Владимир Личутин, «Миледи Ротман» («Наш современник», № 3-9; номинировано: Станислав Куняев; голосование БЖ: 1 балл)
14. Роман Смирнов, «Люди, львы, орлы и куропатки» (рукопись; номинировано: Сергей Князев; голосование БЖ: 1 балл)
15. Ольга Трифонова, «Единственная», роман («Дружба народов», № 12, 2001[12]; номинировано: Леонид Бахнов 28.01.2002, Олег Клинг 31.01.2002; голосование БЖ: 1 балл)
16. Фигль-Мигль, «Тартар, Лтд» («Нева», № 5; номинировано: Самуил Лурье; голосование БЖ: 1 балл)
17. Пётр Алёшкин, «Русская трагедия» (рукопись; номинировано: Владимир Ерёменко)
18. Сергей Алиханов, «Оленька, Живчик и туз» («Континент», № 3; номинировано: Игорь Виноградов)
19. Дмитрий Бавильский, «Едоки картофеля» (рукопись; номинировано: Ольга Морозова)
20. Владимир Бондаренко, «Дети 1937 года» (М.: ИТРК; номинировано: Вадим Дементьев)
21. Андрей Волос, «Маскавская мекка» (рукопись; номинировано: Максим Амелин)
22. Леонид Гиршович, «Суббота навсегда», роман (СПб.:Чистый лист, Ретро; номинировано: Михаил Берг)
23. Александр Гольдштейн, «Аспекты духовного брака» (М.: НЛО; номинировано: Ирина Прохорова)
24. Александр Горянин, «Груз» («Звезда», № 1; номинировано: Татьяна Толстая)
25. Юрий Дружников, «Суперженщина» (рукопись; номинировано: Лола Звонарёва)
26. Борис Екимов, «Пиночет» (М.: Вагриус; номинировано: Павел Басинский)
27. Роман Канушкин, «Прибытие поезда» (рукопись; номинировано: Наталья Санина)
28. Лазарь Карелин, «Выбор» (М.: Русская книга; номинировано: Галина Якушева)
29. Анатолий Ким, «Остров Ионы» («Новый мир», № 11-12; номинировано: Константин Тублин)
30. Еськов Кирилл, «Евангелие от Афрания» (М.: АСТ; номинировано: Евгений Витковский)
31. Маруся Климова, «Белокурые бестии» (СПб.: СЪТИ; номинировано: Елена Трофимова)
32. Юрий Козлов, «Реформатор» (М.: Центрполиграф; номинировано: Анна Бенн)
33. Николай Козлов, «Как относиться к себе и людям, или Практическая психология на каждый день» (М.: АСТ-Пресс; номинировано: Сергей Деревянко)
34. Игорь Колынин, «Спектакль» (рукопись; номинировано: Николай Коняев)
35. Анатолий Королёв, «Человек-язык», роман (М.: Текст; номинировано: Мария Розанова)
36. Леонид Костомаров, «Слово» («Роман-газета», № 6; номинировано: Леонид Ханбеков)
37. Эдуард Лимонов, «Книга воды» (рукопись; номинировано: Александр Вознесенский 30.01.2002, Александр Иванов 23.01.2002)
38. Виорэль Ломов, «Сердце бройлера» («Сибирские огни», № 5-6; номинировано: Виталий Зеленский)
39. Сергей Магомет (Сергей Морозов), «Великий полдень» (М.: Астрель, АСТ; номинировано: Юрий Нечипоренко)
40. Анна Малышева, «Ночь опасна» (М.: Центрполиграф; номинировано: Игорь Лазарев)
41. Владимир Малягин, «В тишине», пьесы, стихи (М., 2001; номинировано: Андрей Воронцов)
42. Юрий Мамлеев, «Блуждающее время» (СПб: Лимбус Пресс; номинировано: София Бобович 02.01.2002, Анастасия Лестер 02.01.2002)
43. Сергей Миляев, «Петушки — Манхэттан» (рукопись; номинировано: Елена Шубина)
44. Виктор Николаев, «Живый в помощи» (записки афганца) — документальная повесть («Роман-журнал ХХI век», № 11; номинировано: Валерий Ганичев)
45. Наталия Орбенина, «Белый шиповник», детективный роман (рукопись; номинировано: Виталий Гришечкин)
46. Владимир Орлов, «Бубновый валет», роман (М.: АСТ, Олимп; номинировано: Сергей Есин)
47. Алексей Плуцер-Сарно, «Академический словарь русской ненормативной лексики», том 1 (рукопись; номинировано: Михаил Синельников)
48. Александр Покровский, «Кот» (рукопись; номинировано: Николай Кононов)
49. Александр Пятигорский, «Древний человек в городе» («Октябрь», № 11; номинировано: Михаил Веллер)
50. Нина Садур, «Демоны наших дворов» (рукопись; номинировано: Олег Юрьев)
51. Александр Солженицын, «Двести лет вместе» (М.: Русский путь; номинировано: Владимир Столяренко)
52. Владимир Соловьёв, «Семейные тайны» (Нью-Йорк-Тверь: Другие берега; номинировано: Наталья Дардыкина)
53. Дмитрий Терехов, «Рихтер и другие. Заметки художника» (рукопись; номинировано: Вацлав Михальский)
54. Александр Трапезников, «Механический рай» (М.: Гелеос; номинировано: Александр Трофимов)
55. Владимир Тучков, «Танцор», в 3 томах (М.: Захаров; номинировано: Игорь Захаров)
56. Виктор Широков, «Шутка Приапа» (М.: Гелеос; номинировано: Пётр Алёшкин)
57. Евгений Шишкин, «Распятая душа» («Наш современник», № 11-12; номинировано: Алесь Кожедуб)

## Большое жюри — состав и голосование
| Большое жюри                          | 3 балла                                          | 1 балл                                        |
| ------------------------------------- | ------------------------------------------------ | --------------------------------------------- |
| Дмитрий Бавильский, критик, Челябинск | Андрей Левкин, «Голем. Русская версия»           | Ольга Славникова, «Бессмертный»               |
| Лев Данилкин, критик, Москва          | Дмитрий Липскеров, «Родичи»                      | Олег Постнов, «Страх»                         |
| Никита Елисеев, критик, Петербург     | Анна Матвеева, «Перевал Дятлова»                 | Ирина Денежкина, «Song for Lovers»            |
| Сергей Коровин, писатель, Петербург   | Сергей Носов, «Дайте мне обезьяну»               | Ирина Денежкина, «Song for Lovers»            |
| Юрий Кувалдин, писатель, Москва       | Сергей Яковлев, «На задворках „России“»          | Александр Проханов, «Господин Гексоген»       |
| Игорь Кузьмичёв, критик, Петербург    | Андрей Дмитриев, «Дорога обратно»                | Владимир Березин, «Свидетель»                 |
| Валентин Курбатов, критик, Псков      | Александр Проханов, «Господин Гексоген»          | Фигль-Мигль, «Тартар, Лтд»                    |
| Вячеслав Курицын, критик, Москва      | Александр Проханов, «Господин Гексоген»          | Евгений Гришковец, «Город»                    |
| Максим Максимов, журналист, Петербург | Олег Постнов, «Страх»                            | Олег Павлов, «Карагандинские девятины»        |
| Алексей Мокроусов, журналист, Москва  | Рубен Давид Гонсалес Гальего, «Чёрным по белому» | Анна Матвеева, «Перевал Дятлова»              |
| Татьяна Москвина, критик, Петербург   | Сергей Носов, «Дайте мне обезьяну»               | Роман Смирнов, «Люди, львы, орлы и куропатки» |
| Александр Неверов, критик, Москва     | Михаил Попов, «План спасения СССР»               | Андрей Дмитриев, «Дорога обратно»             |
| Андрей Немзер, критик, Москва         | Ольга Славникова, «Бессмертный»                  | Сергей Гандлевский, «НРЗБ»                    |
| Сергей Носов, писатель, Петербург     | Ирина Денежкина, «Song for Lovers»               | Ольга Славникова, «Бессмертный»               |
| Владислав Отрошенко, писатель, Москва | Олег Павлов, «Карагандинские девятины»           | Ирина Денежкина, «Song for Lovers»            |
| Иван Панкеев, критик, Москва          | Александр Проханов, «Господин Гексоген»          | Владимир Личутин, «Миледи Ротман»             |
| Николай Переяслов, критик, Москва     | Александр Проханов, «Господин Гексоген»          | Сергей Яковлев, «На задворках „России“»       |
| Виталий Пуханов, журналист, Москва    | Олег Павлов, «Карагандинские девятины»           | Ольга Славникова, «Бессмертный»               |
| Светлана Селиванова, критик, Москва   | Александр Проханов, «Господин Гексоген»          | Анатолий Афанасьев, «Гражданин тьмы»          |
| Ольга Славникова, писатель, Москва    | Сергей Гандлевский, «НРЗБ»                       | Дмитрий Липскеров, «Родичи»                   |
| Виктория Фомина, писатель, Москва     | Дмитрий Бортников, «Синдром Фрица»               | Ирина Денежкина, «Song for Lovers»            |
| Александр Шаталов, журналист, Москва  | Дмитрий Бортников, «Синдром Фрица»               | Ольга Трифонова, «Единственная»               |

## Малое жюри — состав и голосование
| Малое жюри | Выбор                                   |
| --- | --------------------------------------- |
| Почётный председатель малого жюри Владимир Коган, банкир, председатель Наблюдательного совета Промстройбанка, СПб | Александр Проханов, «Господин Гексоген» |
| Юлия Ауг, актриса театра и кино                                                                                   | Дмитрий Бортников, «Синдром Фрица»      |
| Владимир Бондаренко, литературный критик, гл. редактор газеты «День литературы»                                   | Александр Проханов, «Господин Гексоген» |
| Михаил Трофименков, литературный и кино- критик, корреспондент отдела культуры, ИД «Коммерсантъ» — СПб            | Александр Проханов, «Господин Гексоген» |
| Ирина Хакамада, политик, зампредседателя Государственной Думы, сопредседатель политической партии Союз правых сил | Ирина Денежкина, «Song for Lovers»      |
| Сергей Шнуров, певец и музыкант, лидер группы «Ленинград»                                                         | Ирина Денежкина, «Song for Lovers»      |
| Леонид Юзефович, писатель, лауреат премии «Национальный бестселлер» за 2000 год                                   | Сергей Носов, «Дайте мне обезьяну»      |